# Bergen, Sachsen
Bergen är en kommun och ort i Vogtlandkreis i förbundslandet Sachsen i Tyskland. Kommunen har cirka 900 invånare.
Kommunen ingår i förvaltningsområdet Jägerswald tillsammans med kommunerna Theuma, Tirpersdorf och Werda.
Från Bergen kommer arkitekten Louis Enders (1855–1942).